# Edward Pytlik
Edward Pytlik (ur. 13 listopada 1925 w Moszczenicy, zm. 12 maja 1960 w Raciborzu) – polski piłkarz grający na pozycji obrońcy, trener, żołnierz Armii Andersa.

## Wczesne życie
Edward Pytlik urodził się w Moszczenicy (obecnie część Jastrzębia-Zdroju). W czasie II wojny światowej był żołnierzem Armii Andersa.

## Kariera piłkarska
Edward Pytlik po zakończeniu II wojny światowej został zawodnikiem Rymera Rybnik/Niedobczyce, z którym w 1947 roku awansował do ekstraklasy, w której zadebiutował w sezonie 1948 i rozegrał w nim 19 meczów, a klub zajął przedostatnie, 13. miejsce i tym spadł do II ligi, po czym Pytlik przeniósł się występującego w tych samych rozgrywkach Górnika Radlin, w którym grał do końca sezonu 1955. W tym czasie w sezonie 1949 awansował z klubem do ekstraklasy, a także zdobył wicemistrzostwo Polski w sezonie 1951.

## Kariera reprezentacyjna
Edward Pytlik 15 września 1948 roku na Stadionie Ruchu Chorzów w Chorzowie rozegrał swój jedyny mecz w reprezentacji Polski B, który zakończył się zwycięstwem drużyny Biało-Czerwonych 5:1 z Orlętami Kraków.

## Kariera trenerska
Edward Pytlik po zakończeniu kariery piłkarskiej rozpoczął karierę trenerską. W latach 1956–1957 trenował Budowlanych Opole.

## Śmierć
Edward Pytlik zmarł 12 maja 1960 roku w Raciborzu.